# Flagge Guinea-Bissaus
Die Flagge Guinea-Bissaus wurde am 24. September 1973 offiziell
eingeführt.

## Bedeutung

Flagge Kap Verdes bis 1992

Die Farben haben folgende Bedeutung:
- Der rote Streifen erinnert an die Arbeit, den Kampf und die Leiden, die das Volk während der Kolonialzeit erdulden musste. Zudem steht das Rot für den Krieg, den das Volk für die Erlangung der Unabhängigkeit führte.
- Gelb symbolisiert die Früchte der Arbeit und die Ernte, die das Wohlergehen sichert.
- Grün steht für die tropische Natur und für die Hoffnung auf eine glückliche Zukunft.
- Der schwarze fünfzackige Stern gilt als Symbol für Afrika und sein schwarzes Volk bzw. dessen Würde, Freiheit und Frieden.

Die Ähnlichkeit zu der früheren Flagge von Kap Verde wurde bewusst gewählt und
brachte die Vereinigungsbestrebungen mit diesem Staat zum Ausdruck.

## Geschichte

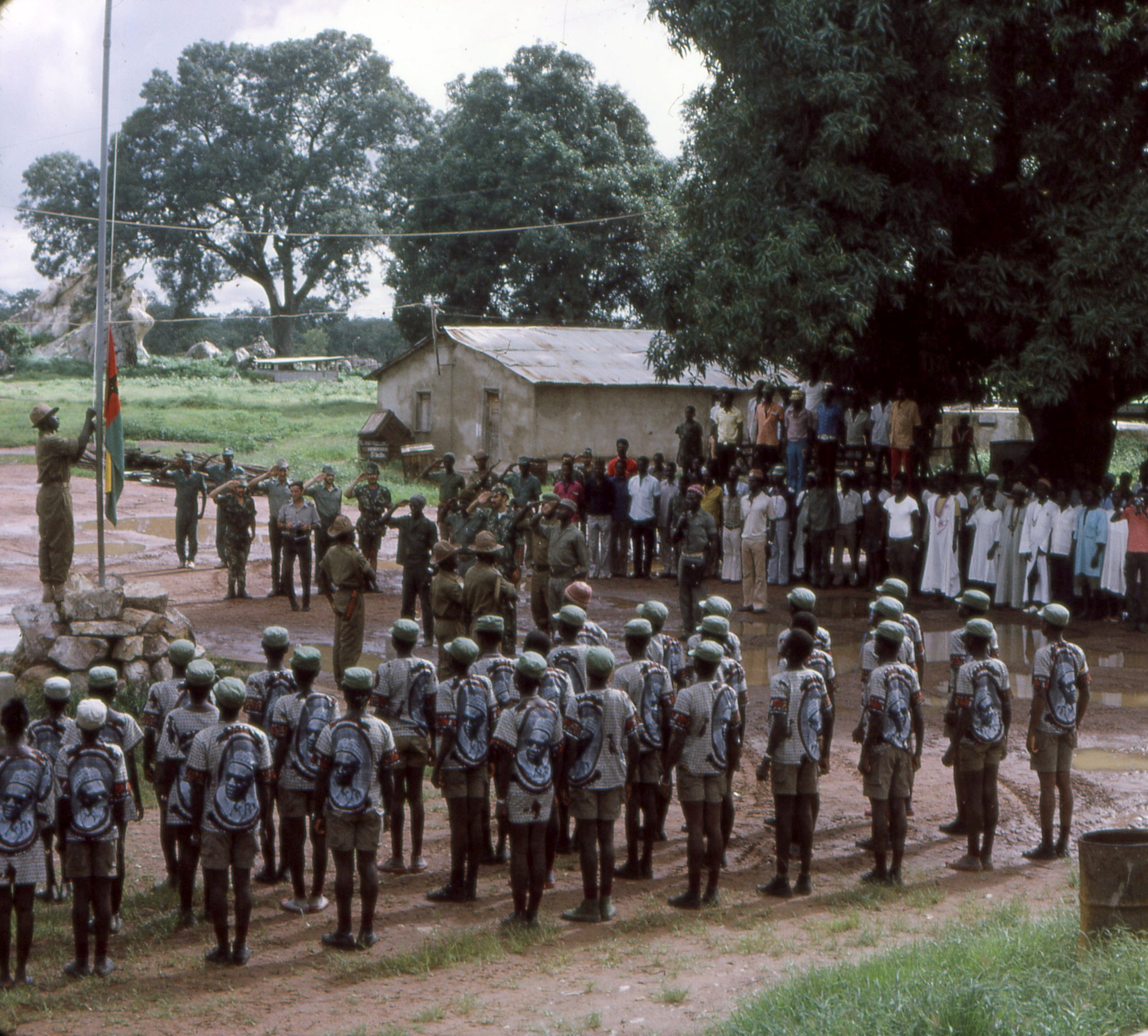
Fahnenappell der PAIGC-Rebellen 1974

Während der kolonialen Zeit wurde in Portugiesisch-Guinea nur die Flagge Portugals verwendet. 1967 gab es einen Vorschlag, für die Kolonien zu der Flagge Portugals das jeweilige Wappen der Kolonie anzufügen. Der Vorschlag wurde aber nicht umgesetzt.
Die Nationalflagge Guinea-Bissaus ging aus der Fahne der Unabhängigkeitsbewegung PAIGC (Partido Africano da Independência da Guiné e Cabo Verde) hervor, welche die panafrikanischen Farben Rot-Gelb-Grün verwendete. Nach Erlangung der Unabhängigkeit im Jahre 1973 wurde der Schriftzug PAIGC unter dem schwarzen Stern entfernt – die Flagge bekam dadurch ihr heutiges Aussehen.

Flagge des portugiesischen Gouverneurs
Vorschlag für eine Flagge Portugiesisch-Guineas, 1967
Flagge der PAIGC